# I Liceum Ogólnokształcące im. Tadeusza Kościuszki w Jarocinie
Liceum Ogólnokształcące Nr 1 im. Tadeusza Kościuszki – szkoła ponadpodstawowa w Jarocinie, o tradycjach sięgających 1919 r.

## Historia
Początek historii szkoły to rok 1838, kiedy utworzono prywatne gimnazjum żeńskie. W 1884 powstała szkoła męska, a w 1908 r. szkoły te zostały połączone. 1 września 1909 szkoła została przekształcona w „Państwowe Gimnazjum w Jarocinie”, a w 1924 nadano jej imię Tadeusza Kościuszki. W czasie II wojny światowej w budynku działała szkoła niemiecka, a następnie był wykorzystywany jako magazyn wojskowy. Po wojnie działalność szkoły wznowiono 12 marca 1945 roku, a naukę rozpoczęło 500 uczniów. 
Współcześnie w liceum działa chór, kółka teatralne oraz stowarzyszenie absolwentów.

## Absolwenci
Wśród absolwentów liceum jest prof. Jarosław Mikołajewicz.